# Agnez-lès-Duisans
Agnez-lès-Duisans est une commune française située dans le département du Pas-de-Calais en région Hauts-de-France. Ses habitants sont appelés les Agnésiens.
La commune fait partie de la communauté de communes des Campagnes de l'Artois qui regroupe 96 communes et compte 33 141 habitants en 2021.

## Géographie

### Localisation
Le territoire de la commune est limitrophe de ceux de sept communes.
Les communes limitrophes sont Haute-Avesnes, Montenescourt, Warlus, Duisans, Étrun, Gouves et Habarcq.

### Géologie et relief
La superficie de la commune est de 7,3 km2 ; son altitude varie de 67  à   111 mètres.

### Hydrographie
Le territoire de la commune est situé dans le bassin Artois-Picardie.
La commune est traversée par le Gy, d'une longueur de 8,09 km, qui prend sa source dans la commune de Montenescourt et se jette dans la rivière la Scarpe au niveau de la commune de Duisans, et par le Ru, d'une longueur de 1,02 km, qui prend sa source dans la commune de Gouves et se jette dans le Gy au niveau de la commune.

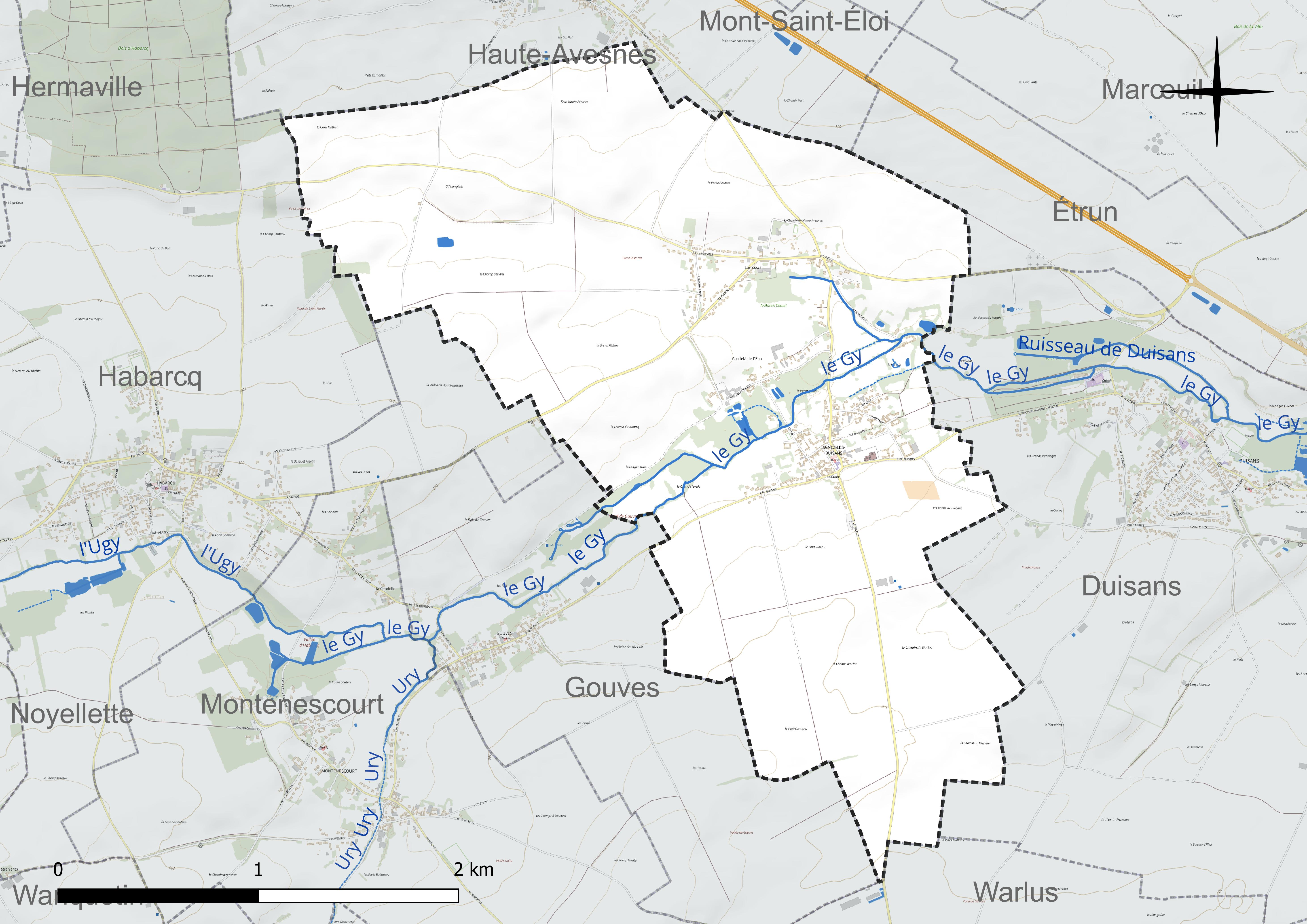
Réseau hydrographique d'Agnez-lès-Duisans.

### Climat
Pour des articles plus généraux, voir Climat des Hauts-de-France et Climat du Pas-de-Calais.
En 2010, le climat de la commune est de type climat océanique dégradé des plaines du Centre et du Nord, selon une étude du CNRS s'appuyant sur une série de données couvrant la période 1971-2000. En 2020, Météo-France publie une typologie des climats de la France métropolitaine dans laquelle la commune est exposée à un climat océanique et est dans la région climatique Nord-est du bassin Parisien, caractérisée par un ensoleillement médiocre, une pluviométrie moyenne régulièrement répartie au cours de l’année et un hiver froid (3 °C).
Pour la période 1971-2000, la température annuelle moyenne est de 10,2 °C, avec une amplitude thermique annuelle de 14,3 °C. Le cumul annuel moyen de précipitations est de 797 mm, avec 12,4 jours de précipitations en janvier et 9,1 jours en juillet. Pour la période 1991-2020, la température moyenne annuelle observée sur la station météorologique la plus proche, située sur la commune de Saulty à 14 km à vol d'oiseau, est de 10,4 °C et le cumul annuel moyen de précipitations est de 899,7 mm,. Pour l'avenir, les paramètres climatiques de la commune estimés pour 2050 selon différents scénarios d'émission de gaz à effet de serre sont consultables sur un site dédié publié par Météo-France en novembre 2022.

### Paysages
Pour un article plus général, voir Paysage en France.
La commune s’inscrit dans les « paysages des grandes plaines arrageoises et cambrésiennes » tels qu'ils sont définis dans l'atlas de paysages de la région Nord-Pas-de-Calais, conçu par la direction régionale de l'Environnement, de l'Aménagement et du Logement (DREAL),. 
Ces « paysages des grandes plaines arrageoises et cambrésiennes », qui concernent 238 communes, sont constitués de 80,36 % de cultures, de 8,01 % d'espaces artificialisés avec les communes principales de Cambrai, Caudry, Bapaume et Avesnes-le-Comte, de 7,25 % de prairies naturelles, permanentes, de 3,19 % de forêts et de milieux semi-naturels, 0,77 % de friches industrielles, de 0,38 % de cours d'eau et plan d'eau et de 0,04 % d’espaces industriels. Ces paysages sont dominés par les « grandes cultures » de céréales et de betteraves industrielles qui représentent 70 % de la surface agricole utilisée (SAU).

### Milieux naturels et biodiversité

#### Zone naturelle d'intérêt écologique, faunistique et floristique
L’inventaire des zones naturelles d'intérêt écologique, faunistique et floristique (ZNIEFF) a pour objectif de réaliser une couverture des zones les plus intéressantes sur le plan écologique, essentiellement dans la perspective d’améliorer la connaissance du patrimoine naturel national et de fournir aux différents décideurs un outil d’aide à la prise en compte de l’environnement dans l’aménagement du territoire.
Le territoire communal comprend une ZNIEFF de type 1 : la  haute vallée de la Scarpe entre Frévin-Cappelle et Anzin-St-Aubin, le bois de Maroeuil et la vallée du Gy en aval de Gouves. Cette ZNIEFF, d’une superficie de 702 hectares et d'une altitude variant de 60 à 115 mètres, s'inscrit dans une région agricole, dans une plaine dénudée avec deux vallées verdoyantes, celles de la Scarpe et du Gy.

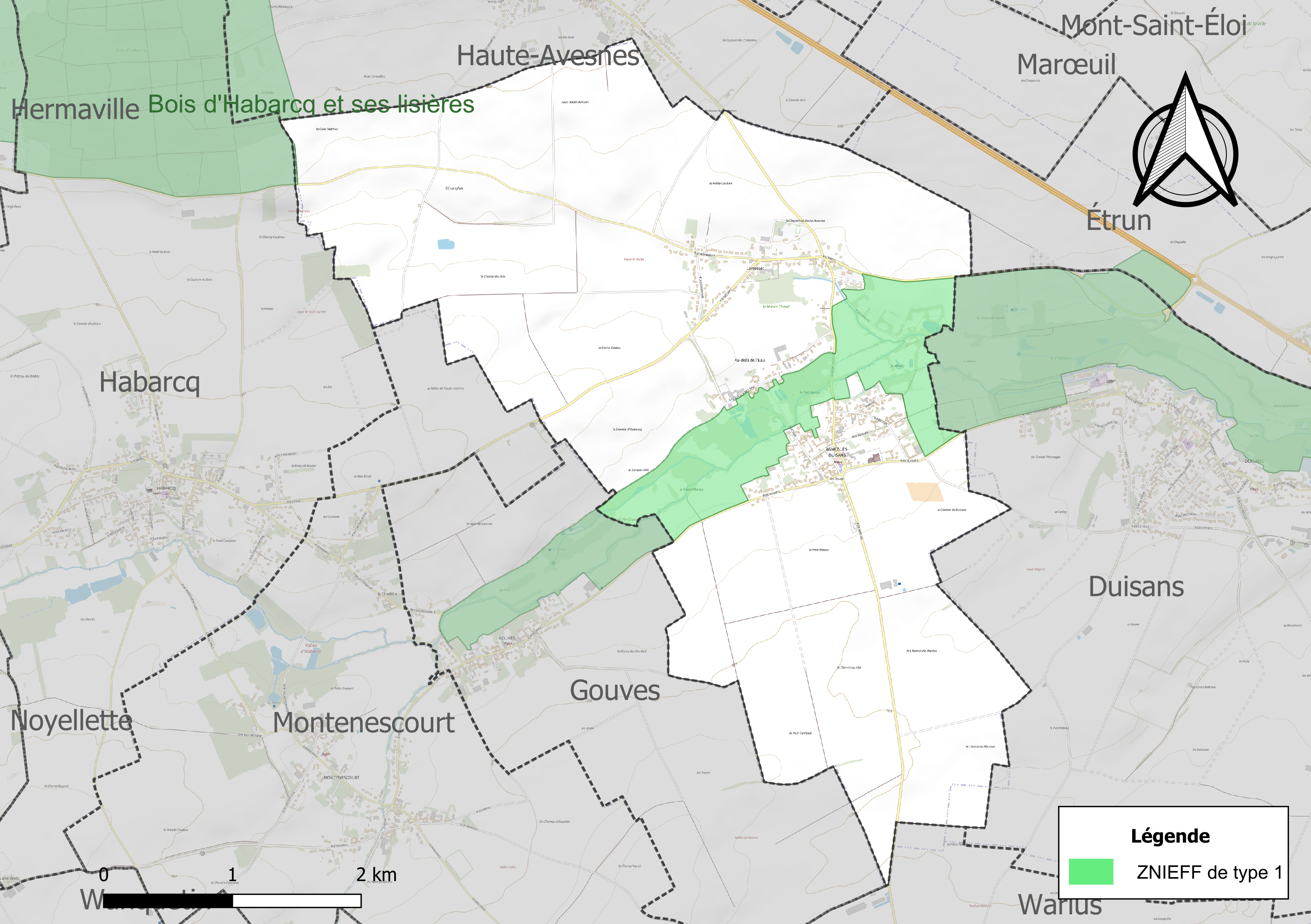
Carte de la ZNIEFF sur la commune.

## Urbanisme

### Typologie
Au 1er janvier 2024, Agnez-lès-Duisans est catégorisée commune rurale à habitat dispersé, selon la nouvelle grille communale de densité à sept niveaux définie par l'Insee en 2022.
Elle est située hors unité urbaine. Par ailleurs la commune fait partie de l'aire d'attraction d'Arras, dont elle est une commune de la couronne,. Cette aire, qui regroupe 163 communes, est catégorisée dans les aires de 50 000 à moins de 200 000 habitants,.

### Occupation des sols
L'occupation des sols de la commune, telle qu'elle ressort de la base de données européenne d’occupation biophysique des sols Corine Land Cover (CLC), est marquée par l'importance des territoires agricoles (91,9 % en 2018), une proportion identique à celle de 1990 (91,9 %). La répartition détaillée en 2018 est la suivante :
terres arables (81,9 %), prairies (5,5 %), zones urbanisées (5,2 %), zones agricoles hétérogènes (4,6 %), forêts (2,9 %). L'évolution de l’occupation des sols de la commune et de ses infrastructures peut être observée sur les différentes représentations cartographiques du territoire : la carte de Cassini (XVIIIe siècle), la carte d'état-major (1820-1866) et les cartes ou photos aériennes de l'IGN pour la période actuelle (1950 à aujourd'hui).

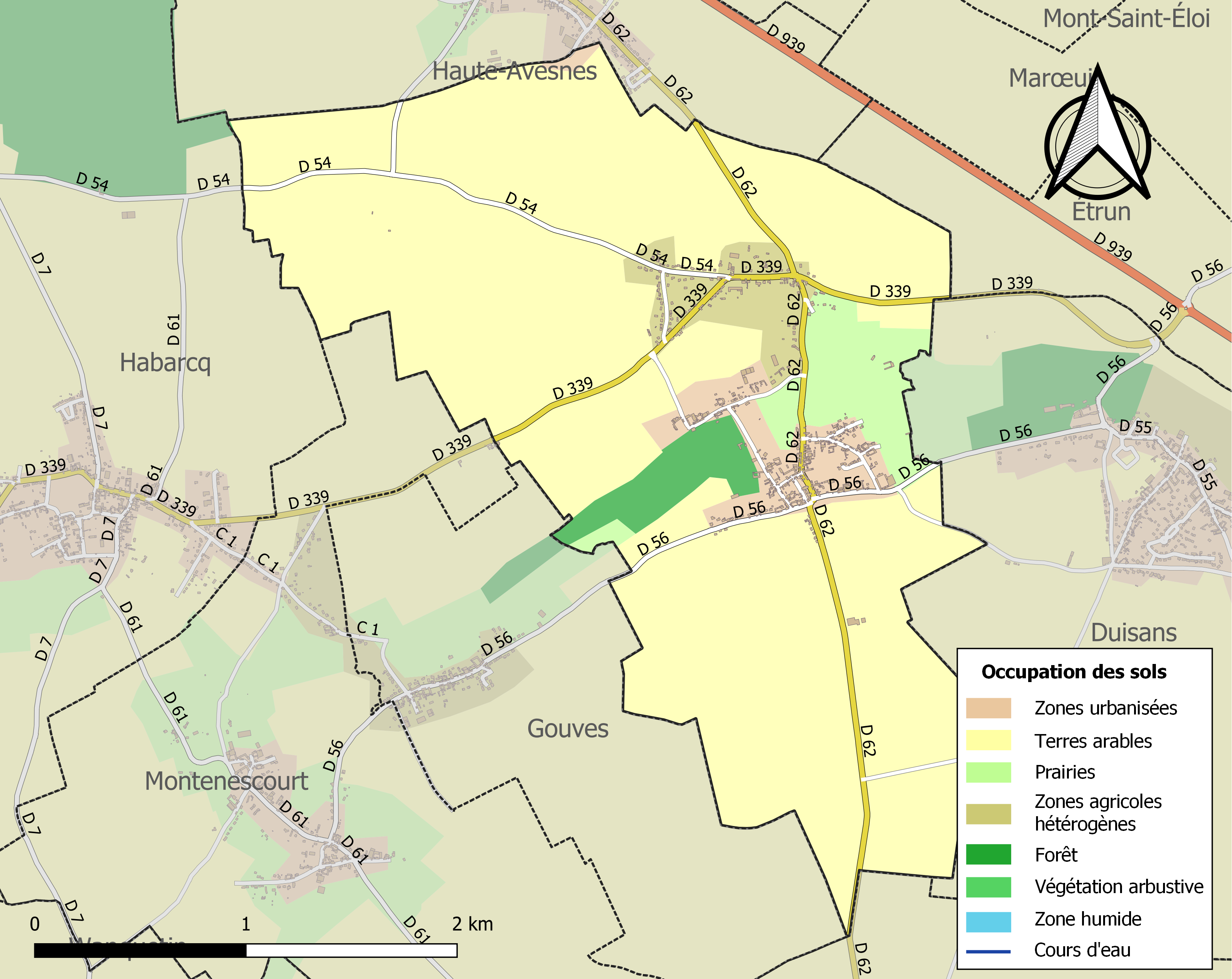
Carte des infrastructures et de l'occupation des sols de la commune en 2018 (CLC).

## Toponymie
Le nom de la localité est attesté sous les formes Anez locus en 869, Enezen 890, Aniés en 1296, ce n'est qu'en 1469 que nous voyons mentionné un Aignez-lez-Duisans, Agnès-lès-Duisans en 1801.
Avant la Révolution française, on trouve également le nom de la commune écrit sous la forme : Petit-Cambray ou Anez.
Une hypothèse nous permettrait de relier ce toponyme au radical ana- signifiant alors marais.
La préposition « lès » permet de signifier la proximité d'un lieu géographique par rapport à un autre lieu. En règle générale, il s'agit d'une localité qui tient à se situer par rapport à une ville voisine plus grande. La commune de Agnez indique qu'elle se situe près de Duisans.

## Histoire

### Seconde Guerre mondiale
Lors de la Seconde Guerre mondiale, un groupe de combat du 3e DLM Division Légère Mécanisée, fort de 60 blindés, rencontra le 25e régiment de la 7e panzer division le 21 mai 1940 vers 19 h ; le lieu d'affrontement commença au sud est de Hautes Avesnes lorsque les français arrivant par la N39 depuis Etrun trouvèrent des blindés allemands en avant du village de Hautes Avesnes ; le champ de bataille s'étendit ensuite à la zone comprise entre Hautes Avesnes et Agnez. Le combat fut rude mais il ne fut décisif pour quiconque. Les deux belligérants repartirent en direction d'Agnez et ils se heurtèrent chacun à une ligne de défense anglaise dont les canons anti-chars britanniques ouvrirent le feu par mégarde sur les blindés français. Ce combat à la tombée de la nuit se déroula entre Warlus et Duisans.

## Politique et administration

### Découpage territorial
La commune se trouve dans l'arrondissement d'Arras du département du Pas-de-Calais.

#### Commune et intercommunalités
La commune est membre de la communauté de communes des Campagnes de l'Artois.

#### Circonscriptions administratives
La commune est rattachée au canton d'Avesnes-le-Comte.

#### Circonscriptions électorales
Pour l'élection des députés, la commune fait partie de la première circonscription du Pas-de-Calais.

### Élections municipales et communautaires

#### Liste des maires
| Période                                  | Période                       | Identité     | Étiquette | Qualité                                 |
| ---------------------------------------- | ----------------------------- | ------------ | --------- | --------------------------------------- |
| Les données manquantes sont à compléter. |                               |              |           |                                         |
| mars 2001                                | 2008                          | Michel Rogez |           |                                         |
| mars 2008                                | En cours (au 19 juillet 2020) | Pascal Coin  |           | Ouvrier Réélu pour le mandat 2020-2026, |

## Équipements et services publics

### Justice, sécurité, secours et défense
La commune dépend du tribunal judiciaire d'Arras, du conseil de prud'hommes d'Arras, de la cour d'appel de Douai, du tribunal de commerce d'Arras, du tribunal administratif de Lille, de la cour administrative d'appel de Douai, du tribunal judiciaire de Boulogne-sur-Mer et du tribunal pour enfants d'Arras.

## Population et société

### Démographie
Les habitants de la commune sont appelés les Agnésiens.

#### Évolution démographique
L'évolution du nombre d'habitants est connue à travers les recensements de la population effectués dans la commune depuis 1793. Pour les communes de moins de 10 000 habitants, une enquête de recensement portant sur toute la population est réalisée tous les cinq ans, les populations de référence des années intermédiaires étant quant à elles estimées par interpolation ou extrapolation. Pour la commune, le premier recensement exhaustif entrant dans le cadre du nouveau dispositif a été réalisé en 2007.

En 2022, la commune comptait 635 habitants, en évolution de −2,16 % par rapport à 2016 (Pas-de-Calais : −0,72 %, France hors Mayotte : +2,11 %).
| 1793 | 1800 | 1806 | 1821 | 1831 | 1836 | 1841 | 1846 | 1851 |
| ---- | ---- | ---- | ---- | ---- | ---- | ---- | ---- | ---- |
| 328  | 330  | 388  | 391  | 438  | 451  | 540  | 559  | 540  |

| 1856 | 1861 | 1866 | 1872 | 1876 | 1881 | 1886 | 1891 | 1896 |
| ---- | ---- | ---- | ---- | ---- | ---- | ---- | ---- | ---- |
| 503  | 486  | 461  | 480  | 520  | 516  | 504  | 502  | 506  |

| 1901 | 1906 | 1911 | 1921 | 1926 | 1931 | 1936 | 1946 | 1954 |
| ---- | ---- | ---- | ---- | ---- | ---- | ---- | ---- | ---- |
| 487  | 430  | 404  | 387  | 353  | 353  | 347  | 376  | 390  |

| 1962 | 1968 | 1975 | 1982 | 1990 | 1999 | 2006 | 2007 | 2012 |
| ---- | ---- | ---- | ---- | ---- | ---- | ---- | ---- | ---- |
| 386  | 397  | 415  | 507  | 561  | 650  | 674  | 677  | 648  |

| 2017 | 2022 | - | - | - | - | - | - | - |
| ---- | ---- | - | - | - | - | - | - | - |
| 653  | 635  | - | - | - | - | - | - | - |

#### Pyramide des âges
La population de la commune est relativement jeune.
En 2018, le taux de personnes d'un âge inférieur à 30 ans s'élève à 31,8 %, soit en dessous de la moyenne départementale (36,7 %). À l'inverse, le taux de personnes d'âge supérieur à 60 ans est de 28,2 % la même année, alors qu'il est de 24,9 % au niveau départemental.
En 2018, la commune comptait 321 hommes pour 328 femmes, soit un taux de 50,54 % de femmes, légèrement inférieur au taux départemental (51,5 %).
Les pyramides des âges de la commune et du département s'établissent comme suit.
| Hommes | Classe d’âge | Femmes |
| ------ | ------------ | ------ |
| 0,0    | 90 ou +      | 0,6    |
| 7,2    | 75-89 ans    | 9,5    |
| 19,4   | 60-74 ans    | 19,6   |
| 22,6   | 45-59 ans    | 22,2   |
| 18,8   | 30-44 ans    | 16,6   |
| 14,5   | 15-29 ans    | 13,9   |
| 17,5   | 0-14 ans     | 17,6   |

| Hommes | Classe d’âge | Femmes |
| ------ | ------------ | ------ |
| 0,5    | 90 ou +      | 1,6    |
| 5,6    | 75-89 ans    | 8,9    |
| 16,7   | 60-74 ans    | 18,1   |
| 20,2   | 45-59 ans    | 19,2   |
| 18,9   | 30-44 ans    | 18,1   |
| 18,2   | 15-29 ans    | 16,2   |
| 19,9   | 0-14 ans     | 17,9   |

## Économie

### Revenus et fiscalité
En 2019, dans la commune, il y a 226 ménages fiscaux qui comprennent 644 personnes pour un revenu médian disponible par unité de consommation de 25 200 euros, soit supérieur au revenu national qui est de 21 930 euros,.

## Culture locale et patrimoine

### Lieux et monuments
- L'église Saint-Martin. Cette église fortifiée fait l'objet d'un classement au titre des monuments historiques par arrêté du 4 janvier 1921[35].
- Le monument aux morts[36].

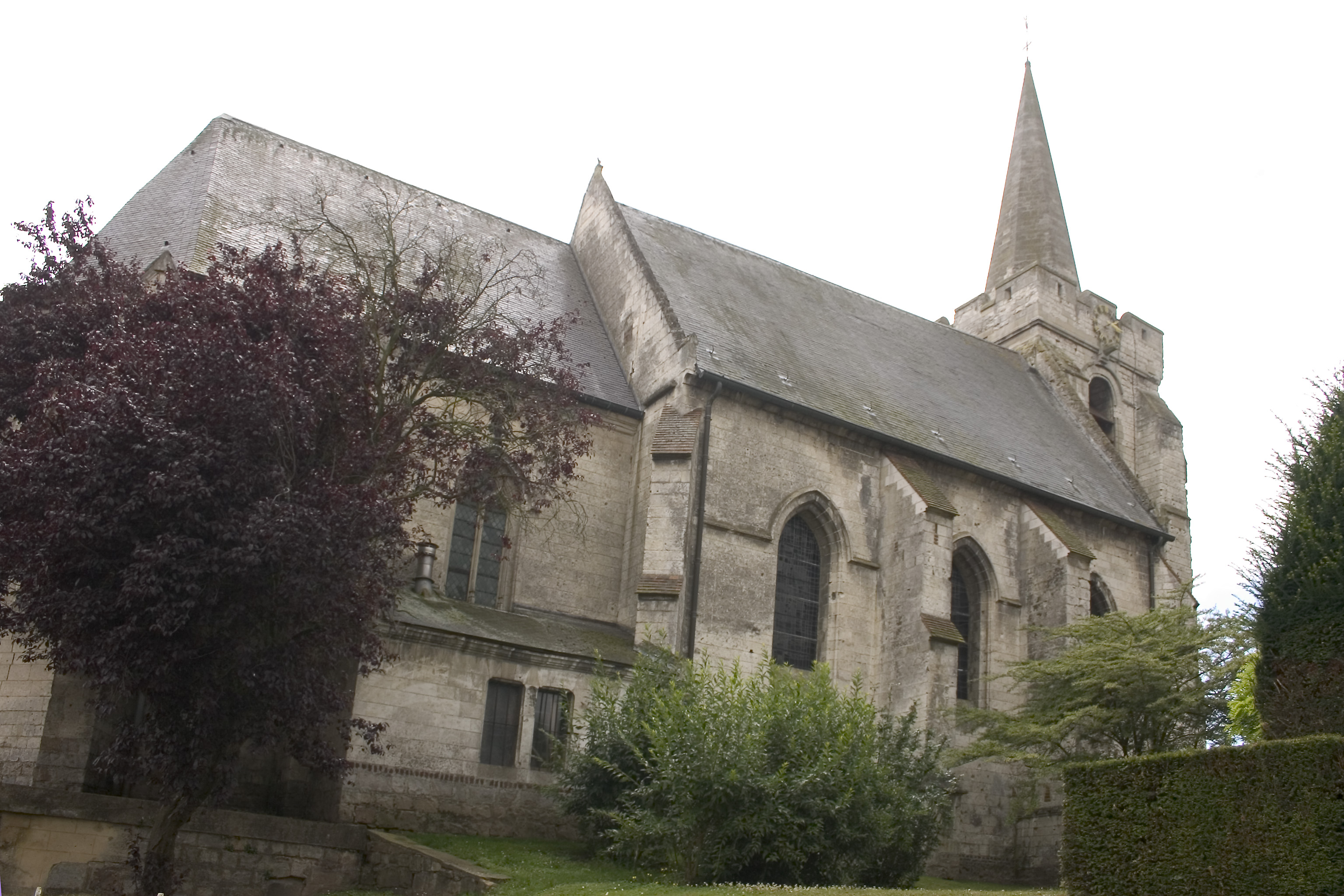
L'église vue de côté.

### Héraldique, logotype et devise
| Blason de Agnez-lès-Duisans | Blason  | Écartelé : aux 1er et 4e chevronné d'or et de gueules de douze pièces, aux 2e et 3e d'or au lion de gueules. |
| Blason de Agnez-lès-Duisans | Détails | Le statut officiel du blason reste à déterminer.                                                             |

## Pour approfondir